# 武藤栄
武藤 栄（むとう さかえ、1950年6月28日 - ）は、東京電力元顧問。

## 経歴
- 東京都出身
- 1974年3月 東京大学工学部卒業
- 1974年4月 東京電力株式会社入社
- 1981年6月 カリフォルニア大学バークレー校工学部大学院修士課程修了[1]
- 1992年9月 原子力発電部原子力技術課長
- 1994年7月 福島第一原子力発電所技術部長
- 1997年7月 原子力計画部（原子力企画担当）副部長
- 2000年6月 原子力計画部（原子力企画担当）
- 2001年6月 原子力計画部電気事業連合会事務局派遣
- 2004年6月 原子燃料サイクル部長
- 2005年6月 執行役員原子力・立地本部副本部長
- 2008年6月 常務取締役原子力・立地本部副本部長[2]
- 2010年6月 取締役副社長（代表取締役）原子力・立地本部長
- 2011年3月 東京電力福島第一原子力発電所事故の発生に伴い、現地での指揮にあたる。
- 2011年6月 任期満了により取締役を退任、顧問に就任[3]
- 2012年4月 顧問制度廃止により、顧問を退任[4]

## 人物
生まれは東京都文京区護国寺で青年時代まで当地で育つ。小学校4年生の時先輩が持っていたゲルマニウムラジオの工作キットを見て親にせがんで買ってもらった。このことで機械弄りに目覚め秋葉原通いに没頭、当時よくいた電子工作少年となる。小学6年生の時には裏の家の先輩がやっていたアマチュア無線を見てこれに目覚め、中学校入学前にアマチュア無線技士を取得、中学時代にはCW（モールス）にも手を出しその流れで海外在住ハムとの交信に明け暮れ、役員就任後も続けているライフワークとなる（『とうでん』登場時も自宅にタワーを設置している。コールサインはJA1MZM）。高校では一転して山岳部に入部するが、これも先輩に誘われたからで、OJT的に安全に登山を行うための技術を学んでいったという。
東京大学に進学後、ローマクラブが発表した『成長の限界』を読んでエネルギー問題に興味を抱き原子力工学を専攻した。入社後初の赴任地は福島第一原子力発電所で、GE社の技術者から技術を学び取るため食い入るように質問する者が沢山見られたという。

## 原子力発電に対する姿勢
『とうでん』2008年9月号にて登場した際には「原子力発電というのは、各電力会社が、大きな一つの船に乗っているようなものです。ある電力会社がトラブルを起こすと、ほかの電力会社にも影響が及びます。同じ電力会社とはいえ、それぞれが背負っているものや置かれた状況は異なりますが、それでも、自社の利益だけを追い求めることなく、我が国のエネルギー問題の解決に力を合わせる、いわば「個と全体の調和」を図っていくことが、これからの原子力発電の課題といえると思います。このことは、会社という組織にも当てはまることです。向かう問題は同じでも、人はそれぞれ、価値観や背負っているものによってその見方が違います。このように異なる見方を持つ人が議論を重ね、何が会社のために最善の方法なのかを話し合うことが重要だと思うのです。同じ見方をする人同士は、放っておいても仲良くなります。むしろ、ちょっと違う見方をする人同士が、相互に補い合える関係をつくれるかどうかが、組織の総合力を決するのだと思います。」などと述べている。

## 福島第一原子力発電所事故
福島第一原子力発電所事故発生後、決定的打撃となった津波について、当初「想定を超える未曽有の津波」との見解を示していたが、実際には東京電力は2008年に明治三陸地震と同規模の地震が福島沖で発生した場合の試算を行っており、遡上高で15m以上の津波が同発電所に到達するとの結果を得た。2008年6月、原子力立地本部副本部長だった武藤は結果報告を受けて、土木学会の指針を見直すよう同学会に要請する事は了承したが、直ちに同発電所で具体的な対策を取る様指示を出す事はなかった。NHKが報じた続報によると翌2008年7月には対策費の算定も武藤と吉田昌郎（当時原子力管理部長、後同発電所所長として事故対策を指揮）に報告され、防潮堤の建設などに数百億円の費用と4年の期間が必要と見積もられたが、「根拠が十分でない仮定の試算」として、当面は想定を変更しない事としたと言う。
なお、『福島原発事故独立検証委員会 調査・検証報告書』（2012年3月刊行）ではこの件について、「東電がリーディングカンパニーの立場にあり、その対応が全電力会社に大きな影響を与えることから、
新しい知見に抵抗し、監督官庁も影響力を配慮して東電の主張にそった対応をしたのではないかと推測する」とし、同じく被災したにも拘らず、2007年に茨城県が行った津波想定を参考に、土木学会の検討結果などを気にすることなく防潮堤嵩上げを行ってメルトダウンを免れた日本原子力発電東海第二発電所の事例と比較しながら、「『原電は原子力事業で組織も小さいため現場の意見がトップに直結しやすく、決断、実行とも身軽であった』とし、東電は組織の大きさが、むしろ弊害になっていたとみている」 という北村俊郎（日本原電顧問）のコメントを紹介している。
東京電力本店が、内閣府原子力災害対策本部の理解を得られていないため海水注入作業を一時中断せよと命令したことを福島第一原子力発電所所長の吉田昌郎が無視し、独断で海水注入を続けさせたことで、6月に上司の武藤栄副社長が解任論を唱えた。
なお、『しんぶん赤旗』は武藤が2011年6月に東京電力の取締役を辞任した後国際原子力開発の役員に就任した事を批判している。
福島第一原発の事故をめぐり、全国の1万人超が東電幹部や政府関係者を業務上過失致死傷などの容疑で東京地検・福島地検などに告訴・告発し、事件を移管された東京地検は2013年9月、全員42人を不起訴処分としたが、10月、告訴団は不起訴処分を不服として東電元幹部6人を検察審査会に審査申立てし、2014年7月、東京第五検察審査会は、武藤栄元副社長ら3人を「起訴相当」と議決し、2015年1月、再捜査した東京地検は再び不起訴処分とし、7月、検察審査会はふたたび、3人を起訴すべきだと議決し、2016年2月、検察官役の指定弁護士が3人を業務上過失致死傷罪で強制起訴し、2019年9月、東京地裁（永渕健一裁判長）は3人全員に無罪判決を言い渡した。指定弁護士は判決を不服として控訴したが、2023年1月、東京高裁（細田啓介裁判長）は1審判決を支持し控訴を棄却した。指定弁護士は判決を不服として上告した。2025年3月、最高裁第2小法廷（岡村和美裁判長）は「事故の予見可能性はなかった」として、指定弁護士側の上告を棄却した。指定弁護士が期限内に異議を申し立てなかったため、同月11日に無罪判決が確定した。

## 論文・寄稿文・懇談会資料
- 市川建美, 植田清隆, 沢田辰男, 武藤栄, 住田侑「大電力系統の動特性解析におけるＢＷＲ原子力発電所のシミュレーション方法」『電気学会論文誌Ｂ（電力・エネルギー部門誌）』第105巻第1号、電気学会、1985年、47-54頁、doi:10.1541/ieejpes1972.105.47、ISSN 0385-4213、NAID 130003620402。
- 武藤栄「軽水炉における利用 (プルトニウムの利用技術の現状と課題<特集>)」『原子力工業』第40巻第1号、日刊工業新聞社、1994年1月、p26-30、ISSN 04334035、NAID 40001074244。
- 武藤栄「電力技術者から見た原子力長期計画 (特集 新原子力長期計画と新円卓会議に望むこと)」『エネルギーレビュー』第18巻第11号、エネルギーレビュ-センター、1998年11月、14-16頁、ISSN 02892804、NAID 40004480781。
- 武藤栄「日本における原子力発電の現状と課題〔含 質疑応答〕」『Ecoレポート』第30号、〔統計研究会内外情勢懇談会〕、2001年5月、1-19頁、NAID 40005035506。
- 編集委員会「柏崎刈羽発電所の安全機能はなぜ維持されたのか : 中越沖地震による影響と今後について学会が特別セッション」『日本原子力学会誌』第49巻第10号、日本原子力学会、2007年10月、656-659頁、doi:10.3327/jaesjb.49.10_656、ISSN 18822606、NAID 10019328648。
- 大橋弘忠, 新井憲一, 武藤栄「座談会 次世代軽水炉開発プロジェクト」『季報エネルギー総合工学』第31巻第1号、エネルギー総合工学研究所、2008年4月、3-16頁、ISSN 02863162、NAID 40016026257。
- 「国会事故調で官邸介入に不満漏らした武藤栄氏 露呈する東電のひとりよがり体質」『金曜日』第20巻第11号、金曜日、2012年3月、14-15頁、NAID 40019189444。